# デイヴィッド・パヌエロ
デイヴィッド・W・パヌエロ（英: David W. Panuelo、1964年4月13日 - ）は、ミクロネシア連邦の政治家。第9代大統領を務めた。

## 経歴
ポンペイ島出身。アメリカ合衆国の東オレゴン大学で政治学を学び、1987年に卒業した。
1988年に駐フィジー代理大使に任命され、1993年まで務めた。1993年には国際連合代表部勤務を命じられ、1996年まで勤務。1997年にはポンペイ州資源管理開発局長に指名され、2001年まで在職した。
2003年に政府を離れ、2010年まで民間で勤務。2011年5月11日にポンペイ州第3選挙区から任期2年の上院議員に当選し、2013年と2015年に再選。2019年に大統領に就任し、2023年5月11日に任期満了を迎え退任した。
妻ジャネット・セメス・パヌエロとのあいだに、5人の子どもと7人の孫がいる。